# USS Memphis (SSN-691)
El USS Memphis (SSN-691) de la Armada de los Estados Unidos es un submarino nuclear de ataque de la clase Los Angeles. Fue colocada su quilla en 1973, botado en 1976, asignado en 1977 y descomisionado en 2011. Fue el sexto buque con el nombre de Memphis, ciudad de Tennessee.

## Historia

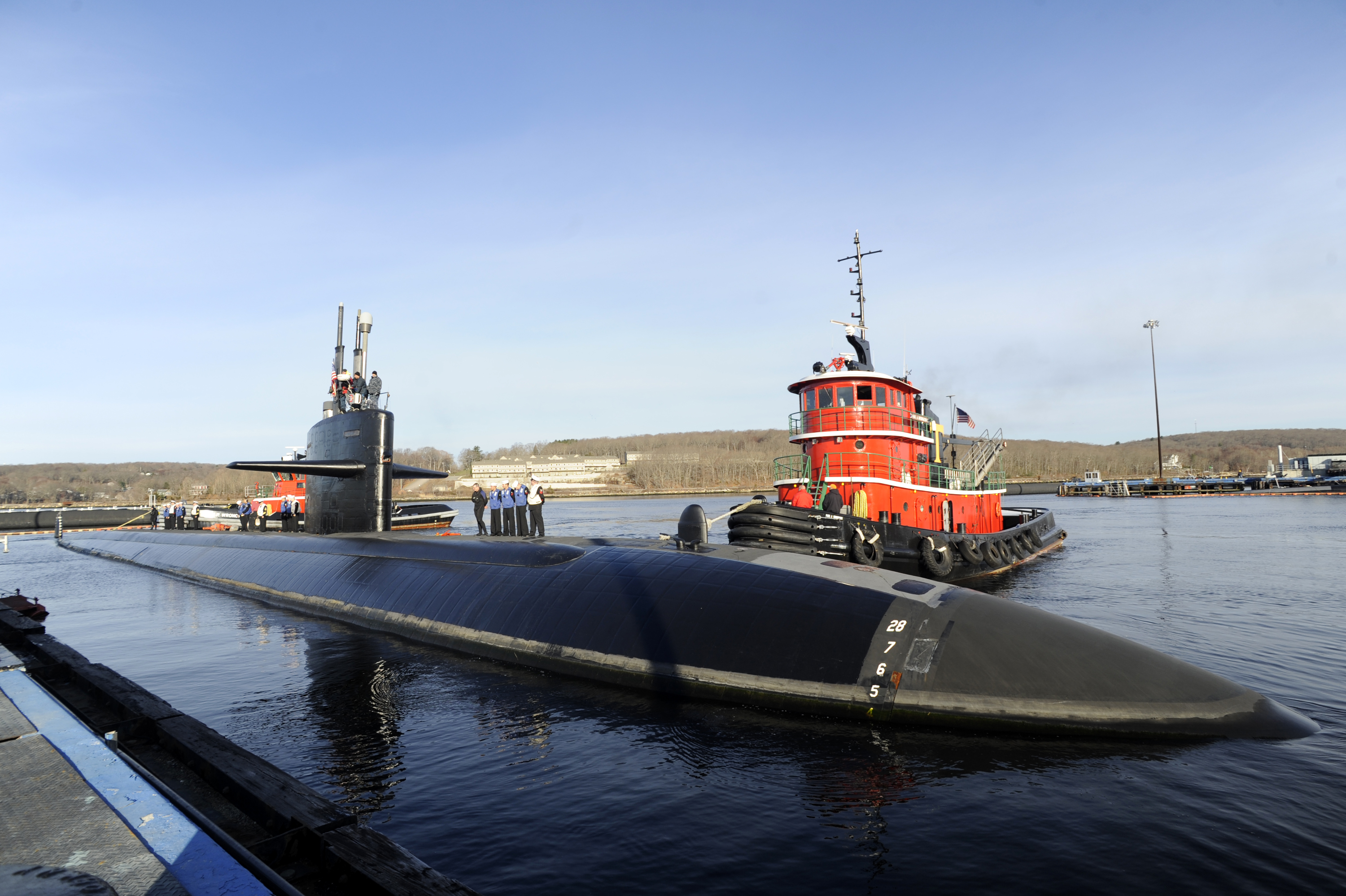

Construido por Newport News Shipbuilding & Dry Dock Co. de Newport News, Virginia; fue colocada su quilla el 23 de junio de 1973, botado el 3 de abril de 1976 y asignado el 17 de diciembre de 1977.
Durante su vida, el submarino Memphis cumplió navegaciones, ejercicios, etc. Un hito fue una circunnavegación del 9 de septiembre de 1980 al 7 de marzo de 1981.
Fue descomisionado el 1 de abril de 2011.